# Epilobium bergianum
Epilobium bergianum là một loài thực vật có hoa trong họ Anh thảo chiều. Loài này được A.K.Skvortsov mô tả khoa học đầu tiên năm 1995.